# Reménység Szigete
A Reménység Szigete az Erdélyi Gyülekezet által működtetett szociális intézményegyüttes. Budapest X. kerületében a Gyógyszergyári út 3. szám (irányítószám: 1106) alatt található, egy volt szovjet laktanya helyén (koordináták: é. sz. 47° 29′ 51″, k. h. 19° 08′ 55″47.497500°N 19.148611°E). Célja a Magyarországon élő erdélyiek kapcsolattartásának elősegítése és a határon túli magyarok segítése.

## Intézmények
A Reménység Szigetén három intézmény működik:
- Erdélyi Betegszállás,
- Erdélyi Népfőiskola, és
- Károli Gáspár Református Teológiai és Missziói Intézet.

Az Erdélyi Betegszállást a Segítő Jobb Alapítvány, a Népjóléti Minisztérium és a nyugati segélyszervezetek tartják fenn. Gyakorlatilag ez az egyetlen lehetőség arra, hogy a határon túli magyarok az anyaországban gyógykezeltessék magukat. A betegszállás szolgálatait csak olyan betegségek és műtétek esetében lehet igénybe venni, amelyek Romániában nem kezelhetők vagy nem végezhetők el. Minden megyeközpontban van a Segítő Jobb Alapítványnak egy megbízott orvosa, aki elvégzi a szükséges vizsgálatokat és kiadja a Caritas-kártyát, igazolja az ellátás szükségességét.
Az Erdélyi Népfőiskola négy szakot működtet: angol nyelv, farmerképző, szociális otthoni nevelő, és politikusképző.
A Károli Gáspár Református Teológiai és Missziói Intézet erdélyi lelkészmisszionáriusokat képez a szórványmagyarság részére.

## Rendezvények

### Vallásos rendezvények
- Hétköznapokon reggel 8 órakor tartanak reggeli áhítatot, különösképpen a betegszállás lakói és az alkalmazottak számára, de ezeken az alkalmakon is bárki részt vehet.
- Istentisztelet minden vasárnap de. 10 órakor. Az istentiszteletre érkezőket ½10-től „Erdélyi Gyülekezet” feliratú kisbusz várja az Örs vezér terén, a metró kijáratától jobbra 50 m-re nyíló parkolóban. Az istentiszteletek az erdélyi egyházkerületben megszokott, a magyarországinál gazdagabb liturgiát követik. Az istentiszteletekkel egy időben tartanak gyermekistentiszteletet, illetve hittanórát.
- Ünnepeken és minden hónap első vasárnapján úrvacsorás istentisztelet van.
- Minden hónap második vasárnapján az istentiszteletek után kulturális program van (előadás, irodalmi vagy zenei műsor stb.), majd szeretetvendégség keretében együtt ebédel a gyülekezet.
- Minden évben nagyszombat este 10 órától húsvéti vigíliát tartanak. A négy, egyenként kb. másfél órás ún. nokturnusok között fél órás szünetek vannak. Az egyes nokturnusok nagycsütörtöki, nagypénteki, nagyszombati, illetve húsvéti eseményekhez kapcsolódnak. Az első három esetében zsoltározás után hangzanak el a megfelelő bibliai részek, majd ehhez kapcsolódó elmélkedések, imák, prédikáció-részletek, himnuszok. A húsvéti rész úrvacsorával fejeződik be kb. reggel 6 órakor.
- Erdélyi Halottak Napja minden év november 1-jén. Ekkor lehetőség van külön e célra kialakított helyen az erdélyi földben nyugvó szerettek nevét tartalmazó emléktáblák elhelyezésére. Reggel 9-től kezdve 2 óránként vannak egyházi szolgálatok, közöttük egy alkalommal római katolikus mise is.

### Világi rendezvények
- A húsvét utáni második vasárnapon tartják minden évben (először 2000-ben, de akkor még más napon) Magyarországon Élő Erdélyiek Találkozóját. Az egész napos program elején és végén mindig istentisztelet, illetve római katolikus mise van (tekintettel a gyülekezet történetének sajátosságaira és szolgálatának kiemelten ökumenikus voltára). A nap folyamán óránként pedig egy állandó, ennek az ünnepnek a lényegét kifejező imafüzérnek az egyes fohászai hangzanak el.
- Találkozók szervezése óvónőknek
- Történelmi és anyanyelvi tábor a felső tagozatos alapiskolás diákoknak
- Tanuljunk egymástól egymásról címmel tábor a középiskolásoknak. Erre a magyarországi kisebbségek (román, szlovák stb.) fiataljait, valamint romániai román és szlovákiai szlovák fiatalokat is meghívnak, akikkel a közös kulturális örökséget dolgozzák fel többféleképpen, képzőművészeti csoportban, drámacsoportban, újság vagy előadás formájában.

## Külső hivatkozások
- Az Erdélyi Gyülekezet honlapja